# Bilal Tarikat
Bilal Tarikat (sinh ngày 12 tháng 6 năm 1991) là một cầu thủ bóng đá người Algérie thi đấu cho CR Belouizdad ở vị trí tiền vệ.